# Plymouth (Wisconsin)
Plymouth és una població dels Estats Units a l'estat de Wisconsin. Segons el cens del 2008 tenia 8.213 habitants.

## Demografia
Segons el cens del 2000, Plymouth tenia 7.781 habitants, 3.262 habitatges, i 2.071 famílies. La densitat de població era de 732,7 habitants per km².
Dels 3.262 habitatges en un 31,7% hi vivien nens de menys de 18 anys, en un 51,7% hi vivien parelles casades, en un 8,7% dones solteres, i en un 36,5% no eren unitats familiars. En el 30,8% dels habitatges hi vivien persones soles el 14,5% de les quals corresponia a persones de 65 anys o més que vivien soles. El nombre mitjà de persones vivint en cada habitatge era de 2,35 i el nombre mitjà de persones que vivien en cada família era de 2,98.
Per edats la població es repartia de la següent manera: un 25,9% tenia menys de 18 anys, un 7,9% entre 18 i 24, un 29,8% entre 25 i 44, un 20,3% de 45 a 60 i un 16,1% 65 anys o més.
L'edat mediana era de 37 anys. Per cada 100 dones de 18 o més anys hi havia 91,9 homes.
La renda mediana per habitatge era de 42.103$ i la renda mediana per família de 52.488$. Els homes tenien una renda mediana de 33.948$ mentre que les dones 25.457$. La renda per capita de la població era de 22.260$. Aproximadament el 2,6% de les famílies i el 3,6% de la població estaven per davall del llindar de pobresa.

## Poblacions més properes
El següent diagrama mostra les poblacions més properes.